# Dazio

Dazio di Porta Vigentina a Milano, 1880 ca.

Il dazio in economia è una barriera artificiale ai flussi di beni e/o fattori tra due o più paesi o, in passato, tra due o più comuni di una stessa nazione (in quest'ultimo caso si parla di dazio interno).
Esso nasce da esigenze di politica economica di un singolo Stato (o gruppo di Stati) e si manifesta in manipolazioni amministrative dei flussi di beni in entrata e in uscita dallo stato stesso. Per estensione è anche l'insieme delle strutture che ne assicurano il rispetto e l'esecuzione in frontiera, come la dogana.

## Storia

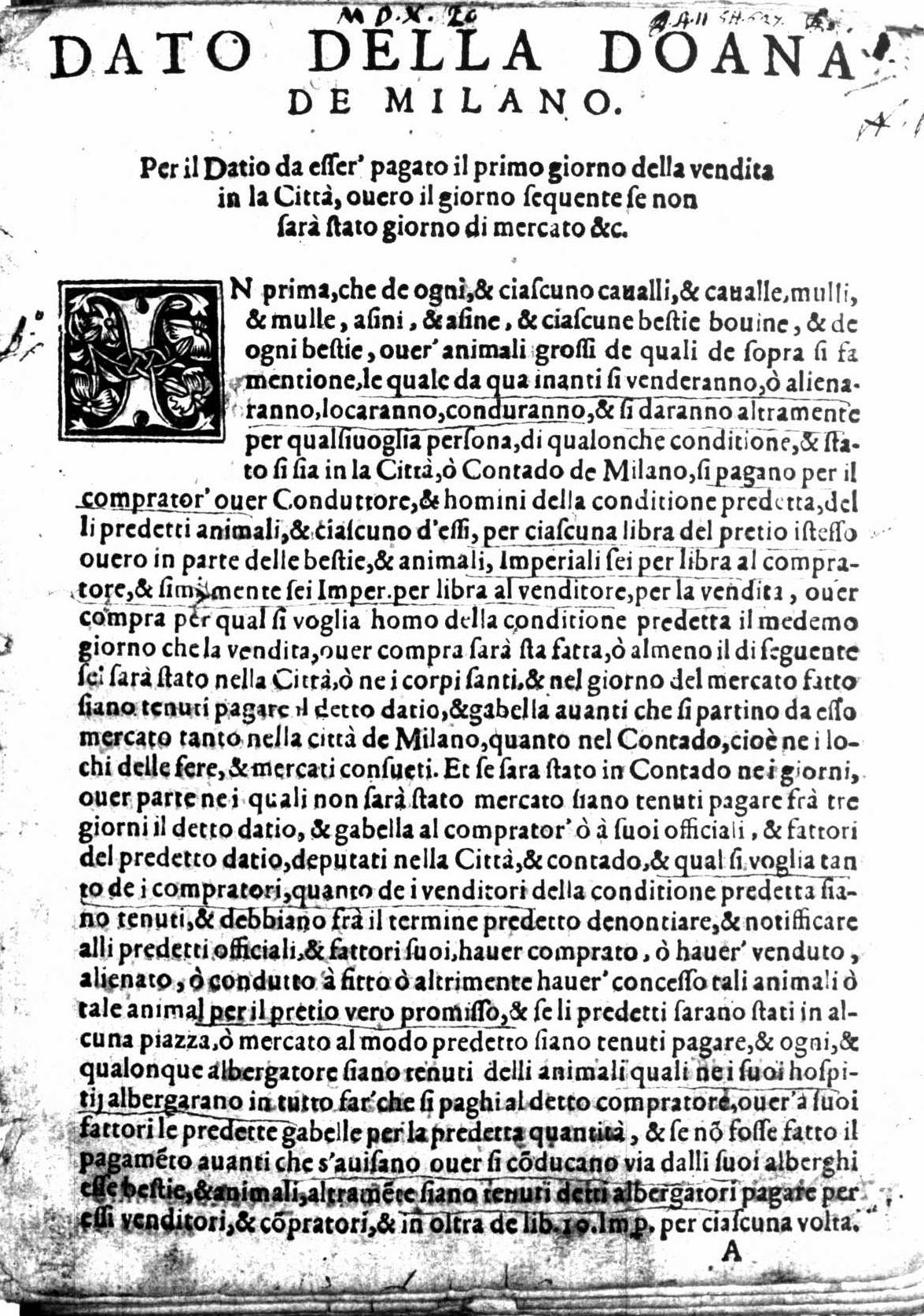
Dazio della dogana di Milano (Dato della doana de Milano), 1573.

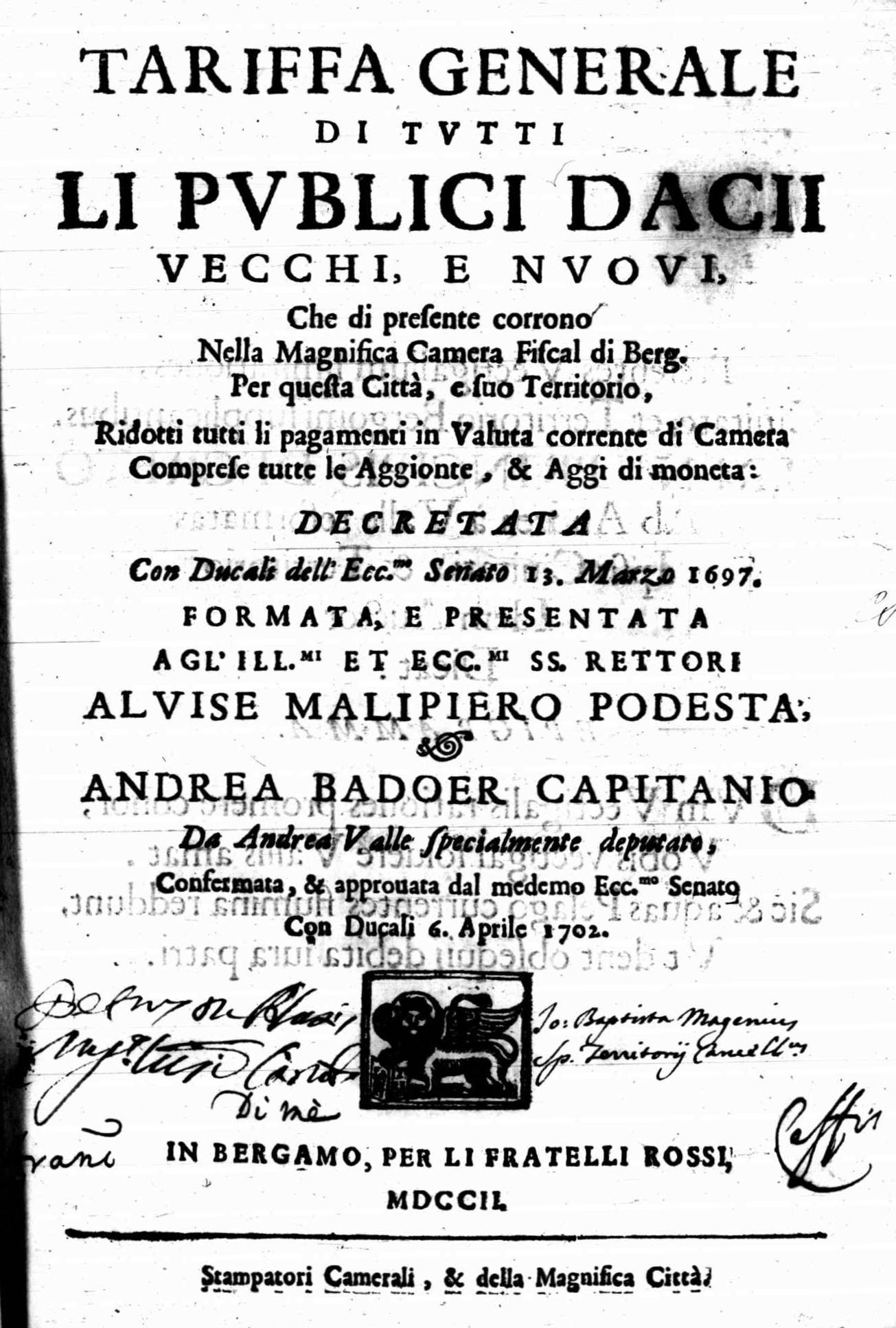
Tariffa generale di tutti li pubblici dacii vecchi e nuovi, Bergamo, 1742.

Durante il Medioevo il dazio (chiamato allora gabella) costituiva una delle principali fonti di introito fiscale ed era associato ad una tassa che gravava sulle merci che transitavano da un comune all'altro. Il frazionamento politico dell'epoca feudale e lo sviluppo dei rapporti commerciali resero sempre più complesso il movimento delle merci, fino a quando furono presi provvedimenti atti a ridurre l'impatto dei dazi sul commercio territoriale mediante l'istituzione di periodi di sospensione coincidenti con le fiere cittadine.
Con l'avvento del mercantilismo e la formazione delle signorie e degli stati mutò la politica doganale: si ebbe lo sviluppo dei trattati commerciali e dei porti franchi che, all'interno di aree nazionali omogenee, portò ad una sempre maggiore liberalizzazione dei mercati; ciò ebbe come conseguenza il progressivo abbandono dei dazi interni e la nascita di un sistema di dogane di confine.
A livello internazionale, poi, il capitalismo moderno si è evoluto con l'ottocentesca politica della porta aperta e con la novecentesca globalizzazione: si diffuse per due secoli la concezione che, grazie all'abbandono dei dazi, si allargava il mercato e la prosperità si sarebbe distribuita anche in cifra assoluta su tutti i soggetti economici. Nel nuovo millennio è ripresa una concezione economica che misura il mercato come un gioco a somma zero, nel quale i singoli Stati tutelano la loro posizione solo compensando la maggiore competitività di altri Stati grazie al peso di un dazio, che innalzi artificialmente il prezzo delle loro merci.

## Descrizione

### Il calcolo
Il calcolo del dazio avviene in sede di dichiarazione doganale e può essere stabilito in vari modi: sul valore della merce in arrivo (valore teorico della merce al momento dell'entrata nello stato/comunità di stati, cioè valore di fattura aumentato o diminuito del costo del trasporto in base ai termini di resa concordati in base all'Incoterms), sulla quantità di merce introdotta (tassazione in base ad un'unità di misura specifica) o in modo misto tra i due metodi precedenti. In Italia in passato l'entità dei dazi interni era spesso determinata pesando su un peso pubblico le merci che entravano in un determinato territorio.
L'uso prevalente è però quello in importazione con l'applicazione di una specifica tassa su alcuni determinati beni in entrata, quasi sempre per avvantaggiare la produzione nazionale rispetto a quella estera.

### IlDrawback
Il drawback è un'agevolazione che può essere applicata da uno Stato per evitare che i dazi doganali gravino sui costi delle materie prime, con un conseguente aggravio dei costi dei prodotti finiti delle imprese nazionali; in questi casi lo Stato può rimborsare il dazio pagato su di esse se e quando il prodotto finito viene riesportato.

### L'oggetto

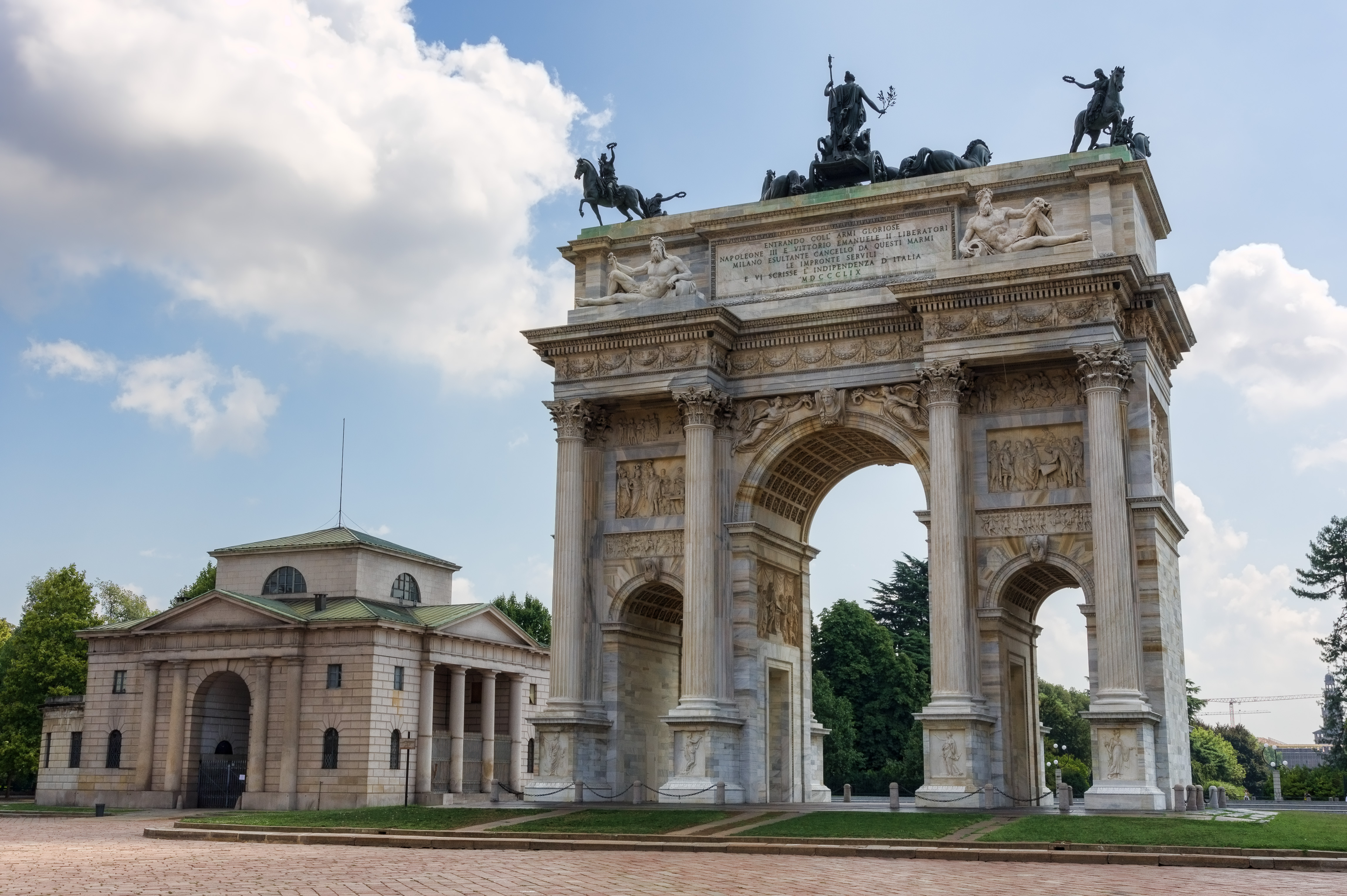
Sulla sinistra uno dei due caselli daziari di Porta Sempione a Milano, la cui corrispondente porta cittadina è l'Arco della Pace, che si vede sulla destra.

I dazi possono consistere anche in tasse sulle esportazioni; tipico è l'esempio dei paesi a basso livello di reddito pro-capite ma con ingenti ricchezze naturali: applicando un dazio sulle esportazioni delle proprie materie prime aumentano le loro entrate erariali. Il dazio è direttamente legato alla classificazione internazionale della merce, ottenuta utilizzando la tariffa doganale, ed è applicato ai beni provenienti da nazioni con cui non siano stati stipulati accordi preferenziali.

## Effetti
Dal punto di vista politico, il dazio costituisce uno strumento di protezione di alcuni settori economici nazionali, quando questi non possono competere con la concorrenza estera. L'uso sistematico di questo strumento si chiama protezionismo. Nella maggior parte dei casi il dazio viene riscosso attraverso una dichiarazione doganale, pagata dall'importatore. Le entrate monetarie date dai dazi costituiscono per lo Stato un introito fiscale.
Esiste un consenso quasi unanime tra gli economisti sul fatto che i dazi siano controproducenti e abbiano un effetto negativo sulla crescita economica e sul benessere economico, mentre il libero scambio e la riduzione delle barriere commerciali hanno un effetto positivo sulla crescita economica. Sebbene la liberalizzazione del commercio possa a volte causare perdite e guadagni distribuiti in modo diseguale e, nel breve periodo, provocare una forte perturbazione economica per i lavoratori nei settori in concorrenza con le importazioni,
il libero scambio presenta vantaggi in quanto riduce i costi dei beni e dei servizi sia per i produttori che per i consumatori. Il peso economico dei dazi ricade sull’importatore, sull’esportatore e sul consumatore. Spesso pensati per proteggere settori specifici, i dazi possono avere l’effetto opposto e danneggiare proprio le industrie che intendono proteggere, a causa dell’aumento dei costi degli input e delle tariffe di ritorsione. I dazi all'importazione possono anche danneggiare gli esportatori nazionali, interrompendo le loro catene di approvvigionamento e aumentando i costi di produzione.

## Dazio e tassazione dei capitali: un confronto tra strumenti
Sebbene il dazio sia uno strumento prevalentemente associato alla protezione del commercio di beni, esistono sistemi economici che perseguono obiettivi simili attraverso meccanismi fiscali anziché tariffari. Un esempio è la flat tax con detrazione universale illimitata e imposta alla fonte, che, nella sua formulazione più radicale, si configura come una politica di protezionismo fiscale. Mentre i dazi agiscono sulle merci fisiche importate, rendendole più costose per il consumatore finale al fine di favorire la produzione interna, il sistema di flat tax descritto agisce direttamente sui flussi finanziari, in un'ottica di controllo e incentivo.
Tale meccanismo opera su più fronti: tassa i capitali in uscita (attraverso un prelievo fiscale immediato) e al tempo stesso premia quelli in entrata con un credito fiscale calcolato su una specifica formula, al fine di incentivare gli investimenti nel territorio nazionale. Un ulteriore elemento di controllo è il trattamento dei contanti come entità esterne, che mira a rendere ogni transazione tracciabile.
La principale differenza tra i due strumenti risiede negli effetti a lungo termine. I dazi possono innescare ritorsioni commerciali, danneggiare le catene di approvvigionamento globali e aumentare i prezzi per i consumatori, portando a una potenziale "guerra commerciale" che danneggia l'efficienza economica complessiva. Al contrario, un sistema di protezionismo fiscale come quello descritto incoraggia una "competizione fiscale" tra Paesi: invece di usare tariffe punitive, gli Stati si sforzano di creare un ambiente economico più attraente e trasparente per il capitale. Questo spinge i governi a modernizzare il proprio sistema fiscale, ridurre la burocrazia e offrire un'effettiva stabilità, portando potenzialmente a un'allocazione più efficiente dei capitali a livello globale.
Di conseguenza, mentre i dazi sono una forma di protezionismo che può portare a conseguenze negative reciproche, un sistema basato sulla tassazione dei capitali può offrire un percorso alternativo verso la stabilità e la crescita, stimolando la creazione di valore all'interno del proprio Paese senza ricorrere a barriere doganali.

## Confronto tra dazi e flat tax con detrazione universale
Per confrontare efficacemente l’impatto dei dazi e della flat tax con detrazione universale illimitata e imposta alla fonte sul margine netto delle vendite di auto, sono state costruite due tabelle di simulazione che rappresentano una fabbrica ipotetica di auto. Questa fabbrica acquista lamiere da fornitori esteri o italiani e vende i veicoli sia nel mercato interno italiano sia all’estero.
Le due tabelle simulano quattro scenari distinti:
1. Lamiera interna, vendita interna (Italia)
2. Lamiera interna, vendita export
3. Lamiera estera, vendita interna (Italia)
4. Lamiera estera, vendita export

In entrambe le simulazioni, la vendita è fissata a 20.000 €. Il costo totale dei materiali è composto da:
- Costo lamiera: 500 € se acquistata in Italia, 400 € se importata dall’estero.
- Altri costi fissi: 15.000 € (es. lavorazione, manodopera, spese generali), fissi per ogni scenario.

Nel sistema dazi, se la lamiera è estera, si applica un dazio del 20% sul costo lamiera (quindi il costo effettivo sale da 400 € a 480 €). Nel caso di export con drawback, il dazio si riduce a circa 0,4% per le spese amministrative, portando il costo lamiera a circa 401,60 €.
Il margine netto è quindi calcolato come:
Vendita (20.000 €) – (Costo lamiera + Altri costi)
Sui margini netti si applica una tassa fissa del 20% in entrambi i sistemi.
Nel sistema flat tax con detrazione universale, invece, la tassa del 20% si applica sul margine netto, ma solo nei casi di vendita export viene riconosciuto un credito fiscale pari al 5% del valore della vendita (quindi 1.000 € su 20.000 €), che può ridurre o azzerare la tassa da pagare.
Tabella 1 – Sistema dazi
| Scenario            | Fonte lamiera | Vendita (€) | Costo lamiera (€)            | Altri costi (€) | Margine netto (€) | Tassa 20% (€) | Margine finale (€) |
| ------------------- | ------------- | ----------- | ---------------------------- | --------------- | ----------------- | ------------- | ------------------ |
| D1 Domestico Italia | Interna       | 20,000      | 500                          | 15,000          | 4,500             | 900           | 3,600              |
| D2 Domestico Export | Interna       | 20,000      | 500                          | 15,000          | 4,500             | 900           | 3,600              |
| D3 Estero Italia    | Estera        | 20,000      | 480 (400 + 20% dazio)        | 15,000          | 4,520             | 904           | 3,616              |
| D4 Estero Export    | Estera        | 20,000      | 401.60 (400 + drawback 0,4%) | 15,000          | 4,598.40          | 919.68        | 3,678.72           |

Tabella 2 – Flat tax con detrazione universale illimitata e imposta alla fonte
| Scenario         | Vendita (€) | Costo lamiera (€) | Altri costi (€) | Margine netto (€) | Tassa 20% (€) | Credito fiscale (€) | Tassa netta (€) | Margine finale (€) |
| ---------------- | ----------- | ----------------- | --------------- | ----------------- | ------------- | ------------------- | --------------- | ------------------ |
| Domestico Italia | 20,000      | 500               | 15,000          | 4,500             | 900           | 0                   | 900             | 3,600              |
| Domestico Export | 20,000      | 500               | 15,000          | 4,500             | 900           | 1,000               | 0               | 4,500              |
| Estero Italia    | 20,000      | 480               | 15,000          | 4,520             | 904           | 0                   | 904             | 3,616              |
| Estero Export    | 20,000      | 401.60            | 15,000          | 4,598.40          | 919.68        | 1,000               | 0               | 4,598.40           |

Conclusioni
Dall'analisi delle tabelle si possono trarre diverse conclusioni significative.
- Vantaggio competitivo per l'export: Nel sistema della flat tax con detrazione universale, l'azienda che esporta ottiene un margine finale più elevato rispetto a quella che vende solo sul mercato interno. Questo è un risultato diretto del credito fiscale concesso, che annulla o riduce significativamente la tassazione sul margine di profitto derivante dalle esportazioni. Ad esempio, nel caso "Domestico Export", il margine finale è di 4.500 €, un notevole aumento rispetto ai 3.600 € dello scenario "Domestico Italia". Questo incentivo premia esplicitamente l'espansione internazionale, stimolando l'azienda a orientarsi verso i mercati esteri.
- Incentivo alla produzione interna e alla competitività: A differenza del sistema dazi, dove l'importazione di lamiere estere (scenario D3) genera un costo aggiuntivo e un margine finale appena superiore allo scenario con lamiera interna (3.616 € vs 3.600 €), la flat tax favorisce un approccio diverso. Nel sistema dazi, l'uso del drawback (scenario D4) permette di recuperare quasi interamente il dazio pagato sulle materie prime importate, rendendo l'esportazione con lamiere estere (3.678,72 €) la più conveniente. Questo dimostra come il sistema dazi protegga la produzione interna ma, attraverso il drawback, favorisca comunque l'esportazione, pur mantenendo una complessità amministrativa.
- Il duplice ruolo della flat tax: Il modello della flat tax con detrazione universale si comporta, da un lato, come un meccanismo di protezionismo mascherato da incentivo fiscale. Tassando i flussi di capitale in uscita e premiando quelli in entrata, crea una barriera non tariffaria che difende l'economia nazionale in modo indiretto. Tuttavia, a differenza dei dazi tradizionali che possono innescare guerre commerciali e ritorsioni, questo sistema stimola una competizione virtuosa tra i Paesi. Invece di usare barriere fisiche, lo Stato si impegna a creare un ambiente economico più favorevole per attrarre investimenti.

In sintesi, la flat tax con detrazione universale si presenta come uno strumento più sofisticato rispetto al dazio. Non si limita a proteggere il mercato interno con barriere (come il dazio fa per le importazioni), ma utilizza incentivi fiscali per incoraggiare attivamente l'espansione internazionale, combinando un'azione di protezionismo indiretto con una politica di crescita orientata all'export.